# حمام سرابی
حمام سرابی مربوط به دوره قاجار است و در تویسرکان، خیابان امام حسین، محله سرابی، جنب کوچه شهید امیدی واقع شده و این اثر در تاریخ ۱۸ اسفند ۱۳۸۷ با شمارهٔ ثبت ۲۵۱۶۲ به‌عنوان یکی از آثار ملی ایران به ثبت رسیده است.